# You & I (album)
You & I, stilizzato You&I, è il quarto album in studio dei The Pierces. L'album è stato pubblicato il 30 maggio 2011 nel Regno Unito. L'album è stato prodotto dal duo di produzione The Darktones, composto dal bassista dei Coldplay Guy Berryman e Rik Simpson. Il 5 giugno 2011, l'album è entrato nella UK Albums Chart alla posizione numero quattro.
You & I ha raccolto recensioni generalmente positive da parte della critica musicale. The Guardian ha dato all'album una recensione favorevole, citandolo come il pezzo "diretto" della band, una mossa calcolata, rispetto ai loro album precedenti, che hanno elogiato per la loro "malizia". The Observer è stato leggermente più critico, affermando che "I loro brani potrebbero essere lucidi e con gli occhi da cerbiatto, ma sono comunque accattivanti. It Will Not Be Forgotten esamina un amore perduto con uno sguardo lontano negli occhi, mentre Love You More è un brano goth-folk che presenta l'ex di Catherine, Albert Hammond Jr, sul gancio basso della chitarra entrambi suoneranno particolarmente bene in una decappottabile che sfreccia lungo un'autostrada assolata e merita di risuonare nelle orecchie dei playlister di Radio 2. Incontaminato e agrodolce, I Put Your Records On ricorda Rumer.

## Tracce
1. You'll Be Mine – 3:23 (Catherine Pierce)
2. It Will Not Be Forgotten – 3:52 (Allison Pierce)
3. Love You More – 3:23 (C. Pierce)
4. We Are Stars – 3:47 (C. Pierce)
5. Glorious – 3:39 (James Levy)
6. The Good Samaritan – 3:19 (A. Pierce)
7. Kissing You Goodbye – 3:00 (A. Pierce, C. Pierce)
8. Close My Eyes – 4:01 (A. Pierce, C. Pierce, Roger Greenawalt)
9. Space + Time – 3:35 (A. Pierce)
10. Drag You Down – 4:14 (C. Pierce)
11. I Put Your Records On – 3:27 (A. Pierce)